# آ دیواسام
آ دیواسام (انگلیسی: Aa Divasam) یک فیلم است که در سال ۱۹۸۲ منتشر شد.